# Marin (Alta Saboya)
Marin es una comuna francesa situada en el departamento de Alta Saboya, en la región de Auvernia-Ródano-Alpes. Tiene una población estimada, en 2019, de 1842 habitantes.
En su territorio se produce el vino blanco de su nombre.